# Высочайший канцлер Чешского королевства
Высочайший канцлер Чешского королевства (чеш. Nejvyšší kancléř Království českého) или Высочайший земский канцлер (чеш. Nejvyšší zemský kancléř) либо Высочайший чешский канцлер (нем. Böhmischer Obrister Kanzler) — одна из ключевых государственных должностей Чешского королевства в XV—XIX веках. После учреждения королём Фердинандом I Габсбургом Чешской придворной канцелярии в 1527 году высочайший канцлер принял над ней руководство. После объединения чешской и австрийской канцелярий должность получила название Высочайший чешский и первый австрийский канцлер.
С 1491 года должность высочайшего канцлера Чешского королевства известна под латинским названием supremus Cancellarius regni Bohemiae. Эта должность никогда не была королевской придворной в классическом понимании придворной должности. Само её название уже свидетельствовало о том, что высочайший канцлер был ответственен перед всем королевством (прежде всего перед привилегированными сословиями). Большинство из высочайших чешских канцлеров происходили из панского сословия, что во многом определяло первоначальный характер их деятельности, направленной на ограничение королевского произвола правовыми рамками. Однако ситуация изменилась с назначением на должность высочайшего канцлера Зденека Войтеха Попела из Лобковиц в 1599 году, верного католика, отказавшегося подписать Маестат Рудольфа. Приоритетным направлением деятельности Попела из Лобковиц на посту высочайшего канцлера стала защита интересов короля и Римско-католической церкви. После начала восстания чешских сословий в 1618 году Попел из Лобковиц перенёс резиденцию чешской канцелярии в Вену.
Первоначально в функции, осуществляемые чешской придворной канцелярией под руководством высочайшего земского канцлера, входило оформлении и выдаче королевских документов. Высочайший канцлер при этом был хранителем Большой печати королевства. Постепенно он приобрёл дополнительные полномочия, включая определённую судебную юрисдикцию.

## Список высочайших канцлеров Чешского королевства
| Герб | Имя                                | Период | Период | Дополнительная информация                                              |
| Герб | Имя                                | с      | по     | Дополнительная информация                                              |
| ---- | ---------------------------------- | ------ | ------ | ---------------------------------------------------------------------- |
|      | Прокоп из Рабштейна                | ?      | 1471   | Происходил из дворянского (владыцкого) рода Плугов из Рабштейна        |
|      | Цтибор Товачовский из Цимбурка     | 1471   | 1479   | Происходил из дворянского рода панов из Цимбурка                       |
|      | Йиндржих Швиговский из Ризмберка   | ?      | ?      | Происходил из дворянского рода Швиговских из Ризмберка                 |
|      | Ян II из Шельмберка                | 1479   | 1503   | Происходил из дворянского рода Шельмберков, ветви рода Бузичей         |
|      | Адам I из Градца                   | 1523   | 1531   | Происходил из дворянского рода панов из Градца, ветви рода Витковичей. |
|      | Гануш Плуг из Рабштейна            | 1533   | 1537   | Происходил из дворянского (владыцкого) рода Плугов из Рабштейна        |
|      | Генрих V фон Плауэн                | 1542   | 1554   | Происходил из саксонского дворянского рода фон Плауэн                  |
|      | Яхим из Градца                     | 1554   | 1565   | Происходил из дворянского рода панов из Градца, ветви рода Витковичей. |
|      | Вратислав II из Пернштейна         | 1566   | 1582   | Происходил из дворянского рода Пернштейнов                             |
|      | Адам II из Градца                  | 1585   | 1593   | Происходил из дворянского рода панов из Градца, ветви рода Витковичей. |
|      | Йиржи из Мартиниц                  | 1597   | 1598   | Происходил из дворянского рода Мартиницов.                             |
|      | Зденек Войтех Попел из Лобковиц    | 1599   | 1628   | Происходил из дворянского рода Попелов из Лобковиц.                    |
|      | Вилем Славата из Хлума             | 1628   | 1652   | Происходил из дворянского рода Славатов из Хлума и Кошумберка.         |
|      | Ян Гартвик из Ностиц               | 1652   | 1683   | Происходил из дворянского рода Ностицов.                               |
|      | Франтишек Ольдржих Кински          | 1683   | 1699   | Происходил из дворянского рода Кинских.                                |
|      | Ян Франтишек Брунтальский из Врбна | 1699   | 1705   | Происходил из дворянского рода Брунтальских из Врбна.                  |
|      | Вацлав Норберт Октавиан Кински     | 1705   | 1711   | Происходил из дворянского рода Кинских.                                |
|      | Ян Вацлав Вратислав из Митровиц    | 1711   | 1712   | Происходил из дворянского рода Вратислав из Митровиц.                  |
|      | Леопольд Йозеф Шлик                | 1713   | 1723   | Происходил из дворянского рода Шлик.                                   |
|      | Франтишек Фердинанд Кински         | 1723   | 1735   | Происходил из дворянского рода Кинских.                                |
|      | Вилем Альбрехт Коловрат-Краковский | 1736   | 1738   | Происходил из краковской ветви дворянского рода Коловратов.            |
|      | Филипп Йозеф Кински                | 1738   | 1745   | Происходил из дворянского рода Кинских.                                |
|      | Фридрих Август Гаррах              | 1745   | 1749   | Происходил из дворянского рода Гаррахов.                               |

## Список высочайших чешских и первых австрийских канцлеров
| Герб | Имя                                      | Период | Период | Дополнительная информация                                                   |
| Герб | Имя                                      | с      | по     | Дополнительная информация                                                   |
| ---- | ---------------------------------------- | ------ | ------ | --------------------------------------------------------------------------- |
|      | Фридрих Вильгельм фон Гаугвиц            | 1753   | 1761   | Происходил из дворянского рода Гаугвиц.                                     |
|      | Рудольф Хотек из Хоткова                 | 1762   | 1771   | Происходил из графского рода Хотек из Хоткова.                              |
|      | Генрих Каетан фон Блюмеген               | 1771   | 1782   | Происходил из вестфальского баронского рода. С 1759 года граф фон Блюмеген. |
|      | Леопольд Вилем Коловрат-Краковский       | 1782   | 1796   | Происходил из краковской ветви дворянского рода Коловратов.                 |
|      | Прокоп Лажанский из Букове               | 1797   | 1802   | Происходил из дворянского рода Лажанских из Букове.                         |
|      | Алоис Угарте                             | 1802   | 1817   | Происходил из басконского рода Угарте.                                      |
|      | Франц фон Саурау                         | 1817   | 1830   |                                                                             |
|      | Антонин Бедржих I Митровский из Митровиц | 1830   | 1842   | Происходил из дворянского рода Митровских из Митровиц.                      |
|      | Карл фон Инзаги                          | 1842   | 1848   | Происходил из итальянского рода Инзаги.                                     |